# Julie Lamontagne
Julie Lamontagne est une pianiste de jazz originaire du Québec.

## Biographie
Dès l'âge de 8 ans, Julie Lamontagne entame une formation classique de piano. À 13 ans, elle remporte le premier prix du Concours de musique du Canada. Dans le but d'élargir ses horizons musicaux, elle touche également à la flûte, au saxophone de même qu'aux percussions latines. Son talent l'amène à se perfectionner auprès de Lorraine Desmarais, d'André White et de Jan Jarczyk. Elle se rend à la Manhattan School of Music aux côtés de Garry Dial, grâce à une bourse du Conseil des Arts du Canada et auprès du pianiste légendaire Fred Hersch, cette fois-ci, grâce à une bourse du Conseil des arts et des lettres du Québec. 
Après une prestation avec son trio à l'Off-festival international de jazz de Montréal, elle remporte en 2003, le prix "Artiste de la relève". 
Julie Lamontagne a joué avec le big band de Denny Christianson, Tony Royster Jr, Guy Nadon, Éval Manigat, Mônica Freire, etc. C'est à titre de claviériste qu'elle accompagne Bruno Pelletier et Térez Montcalm. Elle a notamment collaboré comme musicienne et arrangeuse à l'album Vanilla blues café de Nanette Workman ainsi qu'à l'album Cocktail de douceur de Nicole Martin en 2010. 
Julie Lamontagne a été pendant près de dix ans la chef d'orchestre et claviériste attitrée de la chanteuse Isabelle Boulay. 
En collaboration avec l'étiquette de jazz Effendi, Julie Lamontagne présente ses compositions originales d'inspiration jazz dans son premier album, Facing the truth. Son deuxième album, Now what, paraît en 2009 sur l'étiquette Justin Time. Il se retrouve en nomination au gala de l'ADISQ de l'an 2010 dans la catégorie "Album jazz création". C'est aussi le cas pour l'album Cocktail de douceur de Nicole Martin qui lui se retrouve en nomination dans la catégorie "Album jazz interprétation" la même année. En 2011, Julie Lamontagne travaille de nouveau avec Nicole Martin (pour son album Joyeux Noël) ainsi qu'à son troisième album solo intitulé Opus jazz. Ce dernier voit finalement le jour en janvier 2012. Cette même année, elle collabore encore une fois avec Nicole Martin pour l'album Cocktail Lounge qui paraît à l'automne.
Julie Lamontagne remporte, au gala de l'ADISQ 2012, le Prix Félix de l'album de l’année dans la catégorie « Jazz création » pour son album Opus jazz. L'année suivante, en 2013, l'album Cocktail Lounge de Nicole Martin se retrouve en nomination dans la catégorie "Album jazz interprétation". La pianiste part en tournée avec Nicole Martin à l'hiver 2014. Elle l'accompagne en tant que pianiste et chef d'orchestre pour sa série de concerts intitulés Tout en douceur, tournée qui obtient un très grand succès. Auparavant, elle lance l'album Noël en octobre 2013.

## Discographie

### Albums
- 2005 : Facing the truth (Effendi)
- 2009 : Now what (Justin Time / EMI)
- 2011 : Opus jazz (Justin Time / EMI)
- 2013 : Noël (Juliette Disque)

### Participations à d'autres albums
- 2002 : Térez Montcalm de Térez Montcalm (GSI Musique)
- 2002 : Ses plus belles histoires d'Isabelle Boulay (Sidéral)
- 2003 : Vanilla blues café de Nanette Workman (Bros) - Piano et arrangements
- 2003 : Au moment d'être à vous d'Isabelle Boulay (Sidéral) - Piano et arrangements
- 2004 : Tout un jour d'Isabelle Boulay (Sidéral)
- 2005 : Du temps pour toi d'Isabelle Boulay (Sidéral)
- 2005 : Le temps d'une chanson... Le temps de dire je t'aime de Claude Léveillée (Disques de L'aube)
- 2007 : Bruno Pelletier et le GrosZorchestre de Bruno Pelletier (Disques Artiste)
- 2009 : Chansons pour les mois d'hiver d'Isabelle Boulay (Audiogram)
- 2009 : Berceuses pour Philou (Effendi) - Titre Pour Kim-Ann
- 2009 : Microphonium de Bruno Pelletier (Disques Artiste)
- 2010 : Cocktail de douceur de Nicole Martin (Disques Diva / Musicor) - Piano, orgue et arrangements
- 2010 : Will It Rain ? de Dave Watts (Effendi)
- 2011 : Joyeux Noël de Nicole Martin (Disques Diva / Musicor) - Piano, orgue et arrangements
- 2011 : Je suis de Marie-Élaine Thibert (Musicor) - Piano
- 2012 : Cocktail Lounge de Nicole Martin (Disques Diva / Musicor) - Piano, orgue et arrangements
- 2013 : Par amour pour Philou (Justin Time) - Titre La comptine d'Églantine